# Montañas Alai

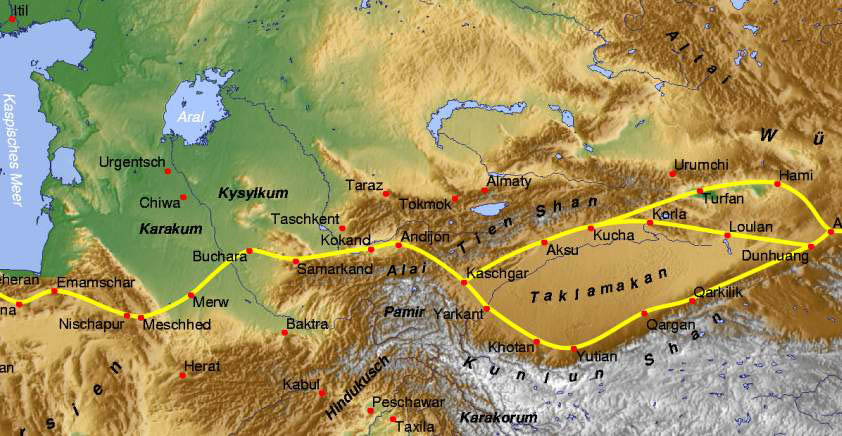
Asia Central con la Ruta de la seda. Las montañas Alai se pueden ver en el centro, entre las Pamir, al sur, y el ramal que pasa por Andijon, al norte.

Las Alay o montañas Alai (en kirguís: Алай тоо кыркасы) son una pequeña cordillera del Asia Central, parte de la cordillera del Pamir, que se extienden desde la cordillera de las Tian Shan, en el oeste de Kirguistán, hasta Tayikistán. No deben confundirse con el macizo de Altái. Su punto más elevado es el pico  Tandykul (del ruso: пик Тандыкуль), con 5544 m.
La cordillera discurre aproximadamente en dirección E-O: la vertiente sur de la cordillera vierte sus aguas en el río Vakhsh, un afluente del río Amu Daria; y los arroyos de la vertiente norte son afluentes del río Sir Daria, que acaban en el valle de Fergana, un histórico valle localizado al norte de la cordillera.
Algunas fuentes parecen usar el término para la curva completa de las Tian Shan que corresponde con la frontera meridional de Kirguistán.[cita requerida]